# 帕維爾巴尼亞市鎮

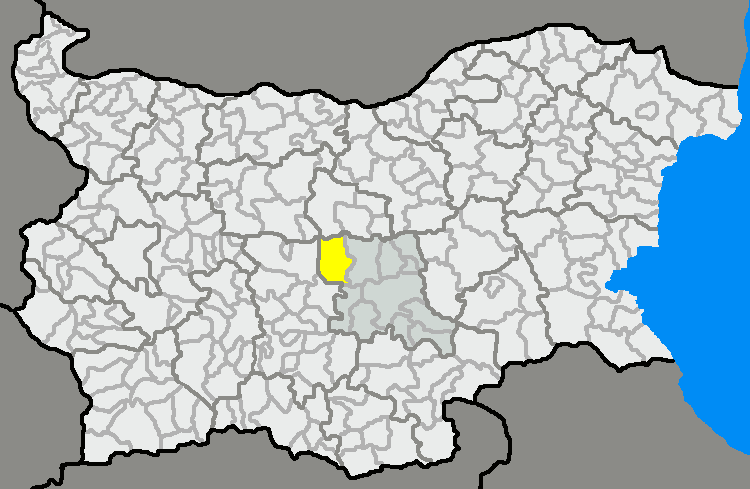

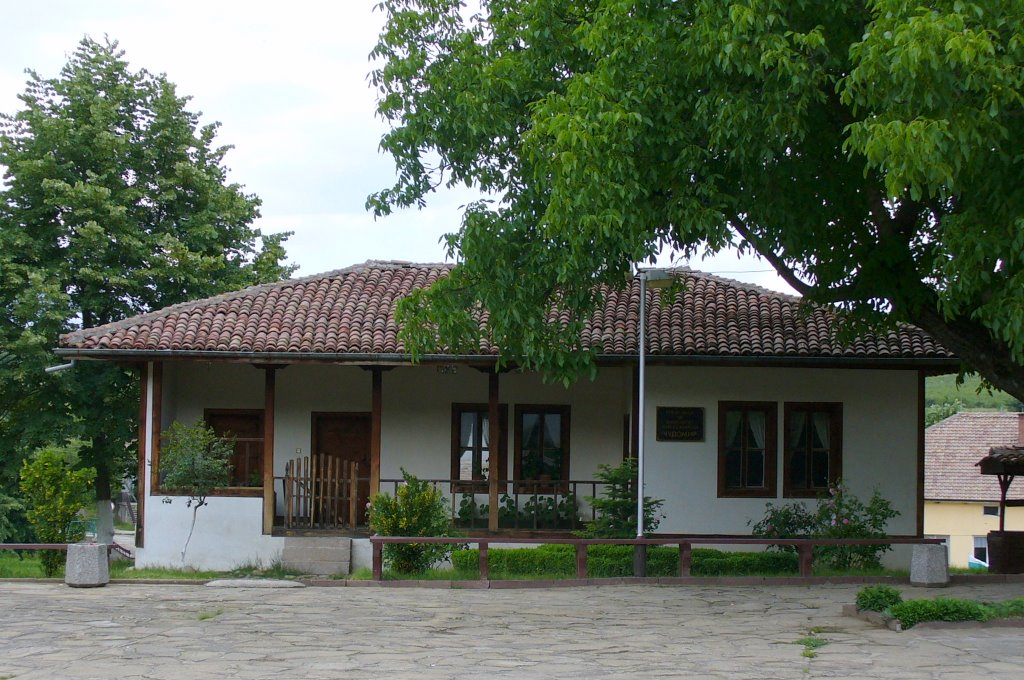

帕維爾巴尼亞市，是保加利亞的城鎮，位於該國中南部，由舊扎戈拉州負責管轄，首府設於帕維爾巴尼亞，面積518.68平方公里，2011年人口14,186，人口密度每平方公里27.35人。
42°36′N 25°12′E / 42.6°N 25.2°E